# Asilus carolinae
Asilus carolinae là một loài ruồi trong họ Asilidae. Asilus carolinae được Martin & Wilcox miêu tả năm 1965.